# Собор Святого Иосифа (Гронинген)
Собор святого Иосифа (нидерл. St.-Josef-Kathedrale) — католическая церковь, находящаяся в городе Гронинген, Нидерланды. Церковь святого Иосифа является кафедральным храмом епархии Гронингена-Леувардена. В 1974 году церковь святого Иосифа была внесена в список исторических памятников Нидерландов. Церковь освящена в честь святого Иосифа.

## История
Строительство церкви святого Иосифа было завершено в 1886 году по проекту архитектора Питера Кёйперса для католического прихода в рабочем районе Оостепоорт. Храм построен в неоготическом стиле с колокольней высотой 76 метров. 25 мая 1887 года было совершено освящение храма.
16 июля 1955 года была создана епархия Гронингена-Леувардена и церковь святого Иосифа получила статус кафедрального собора этой епархии.